# تل خاری
تل خاری مربوط به دوران پیش از تاریخ ایران باستان است و در شهرستان پاسارگاد، بخش هخامنش، شمال محوطه مقدس واقع شده و این اثر در تاریخ ۹ اردیبهشت ۱۳۸۲ با شمارهٔ ثبت ۸۴۹۷ به‌عنوان یکی از آثار ملی ایران به ثبت رسیده است.